# Zła kobieta
Zła kobieta (ang. Bad Teacher) – amerykański film komediowy z 2011 roku w reżyserii Jake’a Kasdana.

## Fabuła
Elizabeth Halsey (Cameron Diaz) z pewnością nie traktuje swojego zawodu jak powołanie. Dla niej to tylko przykra konieczność, by móc zapłacić rachunki. Jest nauczycielką, której nie zależy. Jest wulgarna, bezwzględna i zupełnie nieodpowiednia na to stanowisko. Pije, pali i marzy tylko o tym, żeby jak najszybciej rzucić tę robotę. Tak naprawdę jej jedyną motywacją jest znalezienie sposobu na to, aby nigdy już nie musieć uczyć. Uważa, że do wyrwania się ze szkolnego kieratu potrzebuje najpierw operacji powiększającej jej piersi do rozmiaru D. Na razie jej jednak na to nie stać.
Porzucona przez narzeczonego, Elizabeth rozpoczyna intrygę, której celem jest poderwanie przystojnego i bogatego Scotta (Justin Timberlake), nauczyciela w tej samej szkole i piosenkarza, który ma wspomóc zespół nauczycieli. On jednak bardziej zainteresowany jest energiczną Amy Squirrel (Lucy Punch), koleżanką Elizabeth z pracy, będącą jej całkowitym przeciwieństwem. To doprowadza Elizabeth do szału i postanawia ostro walczyć z Amy. Jednocześnie musi odrzucać uporczywe zaloty Russella (Jason Segel), nauczyciela wychowania fizycznego. Knowania Elizabeth i ich nieoczekiwane konsekwencje szokują jej uczniów, współpracowników, a co więcej nawet ją samą.

## Obsada
- Cameron Diaz jako Elizabeth Halsey
- Justin Timberlake jako Scott Delacorte
- Jason Segel jako Russell Gettis
- Lucy Punch jako Amy Squirrel
- John Michael Higgins jako Wally Snur
- Molly Shannon jako Melody
- Eric Stonestreet jako Kirk
- Phyllis Smith jako Lynn Davies
- Thomas Lennon jako Carl Halabi
- Kaitlyn Dever jako Sasha Abernathy
- Finneas O’Connell jako Spencer
- Noah Munck jako Tristan
- Adrian Kali Turner jako Shawn
- Matthew J. Evans jako Garrett Tiara